# 別れの曲 (映画)
『別れの曲』（わかれのきょく、ドイツ語: Abschiedswalzer、フランス語: La chanson de l'adieu）は1934年のドイツの伝記映画。監督はゲツァ・フォン・ボルヴァリー、出演はヴォルフガング・リーベンアイナーとハンナ・ヴァーグなど。作曲家でピアニストのフレデリック・ショパンを描いている。キャストを入れ替えたフランス語版も制作され、そのフランス語版が1935年に日本で上映された。

## ストーリー
1830年代、ロシアの圧政に対して独立の機運が高まるポーランド。国でも評判の若き天才音楽家ショパンも、密かに地下運動に加わり、独立の使命に燃えていた。そして、彼は歌手志望の少女コンスタンツィアと恋に落ちていた。ショパンは、彼女の18歳の誕生日に、彼女のために作った曲をプレゼントする。
そんなショパンに、彼の音楽教師・エルスナーを介してウィーンでの公演会の話が舞い込む。ショパンは、祖国そしてコンスタンツィアへの想いからポーランドを離れることを躊躇する。近く蜂起の噂を聞きつけたエルスナーは、ショパンの若き才能を散らせてはいけないと、コンスタンツィアに、ショパンにはもう興味はないと嘘をつくよう頼みこむ。2人はお互いに未練を残しながらも、悲しい別れをする。
ウィーンでの公演会で成功を収めたショパンは、エルスナーとともにパリへと向かう。パリでの公演会のさなかショパンは、ワルシャワでの蜂起の話を聞いて激しく動揺する。ショパンは、男装の女流作家ジョルジュ・サンドに見いだされ、リストとの友情を育み、新たな世界で成功を収めていく。一方、祖国に残るコンスタンツィアは、ショパンへの想いを募らせていくのだった。

## キャスト
ドイツ語版
- フレデリック・ショパン - ヴォルフガング・リーベンアイナー（ドイツ語版）
- コンスタンツィア・グワトコフスカ - ハンナ・ヴァーグ
- ジョルジュ・サンド - ジビレ・シュミッツ（ドイツ語版）
- フランツ・リスト - ハンス・シュレンク（ドイツ語版）
- エルスナー教授 - リヒャルト・ロマノフスキー（ドイツ語版）
- カルクブレンナー - グスタフ・ヴァルダウ（ドイツ語版）
- アルフレッド・ド・ミュッセ - アルベルト・ヘルマン（ドイツ語版）
- プレイエル - ポール・ヘンケルス
- オルレアン公爵夫人 - エルナ・モレーナ（ドイツ語版）
- グワトコフスカ夫人（コンスタンツィアの母） - ユリア・セルダ
- メルシア夫人 - マルガレーテ・シェーン
- ティトュス・ヴォイチェホフスキ - ヘルベルト・ディルモサー（ドイツ語版）
- グラボースキー - フリッツ・オデマー（ドイツ語版）

フランス語版
- フレデリック・ショパン - ジャン・セルヴェ
- コンスタンツィア・グワトコフスカ - ジャニーヌ・クリスパン（フランス語版）
- ジョルジュ・サンド - リュシエンヌ・ル・マルシャン（フランス語版）
- フランツ・リスト - ダニエル・ルクールトア（フランス語版）
- エルスナー教授 - マルセル・ヴァレ（フランス語版）

## 逸話

### 練習曲作品10-3の愛称の由来
ドイツ語版の他にキャストを入れ替えたフランス語版が制作され、日本では1935年にフランス語版が上映されて大ヒットした。これをきっかけに本作のメインテーマとして使われたショパンの「練習曲作品10-3」が日本では一般的に「別れの曲」と呼ばれるようになった。

### リバイバル公開
オリジナルであるドイツ語版は日本では長く未公開であったが、1980年代にNHK「世界名画劇場」で放映。ドイツ人監督によるドイツ映画であるためこちらの版をオリジナルと考えての選定であったが、かつて劇場で観たもの（フランス語版）と違うという視聴者の問い合わせが多数寄せられた。また、ショパン生誕200年を記念して、2010年2月24日にDVDが発売された他、同年4月29日から恵比寿の東京都写真美術館ホールで上映された。2012年8月現在、フランス語版のDVDは日本未発売。